# Otto August Strandman
För den svenska skulptören Otto Waldemar Strandman, se Otto Strandman.
Otto August Strandman, född 30 november 1875 (n.s., 18 november g.s.) i Vandu i Virumaa i dåvarande Guvernementet Estland, Kejsardömet Ryssland, död 5 februari 1941 i Kadrina, Virumaa, var en estnisk jurist, politiker och diplomat. Han var som ledare för Estniska arbetarpartiet en av de ledande mittenpolitikerna i Republiken Estland under mellankrigstiden och var från 8 maj till 18 november 1919 premiärminister samt från 9 juli 1929 till 12 februari 1931 riksäldste och statschef.

## Biografi

### Utbildning och juristkarriär
Strandman tog gymnasieexamen i Tallinn och arbetade därefter vid den ryska centralbankens filial i Tallinn. Han studerade juridik vid Sankt Petersburgs universitet 1899–1901 och vid Tartu universitet 1901–1903. Från 1903 till 1905 verkade han som advokat i Narva och Tallinn.

### Politisk karriär
Strandman blev medlem av Tallinns stadsfullmäktige 1904. Efter sitt deltagande i 1905 års ryska revolutionsförsök tvingades han i landsflykt och vistades bland annat i Schweiz och Finland. Från 1909 var han åter verksam som advokat i Tallinn fram till 1917.
Åren 1917–1918 var han talman för Guvernementet Estlands provisoriska lantdag, i samband med självständighetsprocessen under första världskriget efter februarirevolutionen 1917, men lantdagen upplöstes under den bolsjevikiska ockupationen och den senare tyska ockupationen. Han fängslades av de tyska ockupationstrupperna 1918. 
Efter Estlands självständighetsförklaring i februari 1918 blev Strandman först utrikesminister och därefter jordbruksminister i den provisoriska estländska regeringen. Strandman blev partiledare för Estniska arbetarpartiet (Eesti Tööerakond, ETE) efter att företrädaren Jüri Vilms mördats i april 1918. Efter Estniska arbetarpartiets seger i valet till 1919 års konstituerande församling blev Strandman 8 maj 1919 Estlands första demokratiskt valda regeringschef, och den andra regeringschefen sedan den provisoriska regeringen bildats. Regeringen var en koalitionsregering mellan det mittenorienterade ETE, socialdemokratiska ESTDP, och det liberalkonservativa Estniska folkpartiet (Eesti Rahvaerakond, ER).
Strandmans första regeringsperiod 1919 dominerades av Estniska frihetskriget, och Strandman var även krigsminister i regeringen. Efter att regeringskoalitionen spruckit i den konstituterande församlingen kom regeringen Strandman att efterträdas av en ny koalition ledd av Jaan Tõnisson i november 1919.
Under 1920-talet var Strandman fortsatt verksam som ledamot av Riigikogu och satt i flera regeringar, bland annat som utrikesminister, finansminister och justitieminister. Från juli 1929 till februari 1931 var han riksäldste, som landets parlamentariskt tillsatta stats- och regeringschef, med stöd av en bred regeringskoalition av fem partier. ETE var under sina tidiga år ett socialdemokratiskt orienterat parti men kom under 1920-talet att bli ett utpräglat mitten-högerparti och uppgick i Nationella centerpartiet (Rahvuslik Keskerakond, RKE) 1932.

### Diplomatisk karriär
Förutom de politiska ämbetena i Estland var Strandman även verksam som diplomat i utlandet under mellankrigstiden och verkade i perioder som diplomatiskt sändebud till Polen, Tjeckoslovakien och Rumänien 1927–1929, ambassadör till Nationernas förbund 1928, samt som ambassadör till Frankrike, Belgien och den Heliga stolen 1933–1939. Vid två tillfällen 1938 och 1939 var han även domare vid Fasta mellanfolkliga domstolen.

### Pensionering och död
Strandman drog sig tillbaka från sin diplomatiska karriär 1939 av hälsoskäl. Han bosatte sig i Kadrina öster om Tallinn. Efter Sovjetunionens ockupation av Estland i juni 1940 förföljdes och deporterades oppositionella, och när Strandman kallades till förhör hos NKVD 5 februari 1941 sköt han sig i hemmet.

## Familj och privatliv
Strandman gifte sig 20 februari 1908 med Lydia Hindrikson (1889–1934). Paret fick tre barn.

## Utmärkelser
- Frihetskorset III:e graden, första klassen
- Juris hedersdoktor vid Tartu universitet